# Fu Shan
Fu Shan (chinois 傅山), surnoms : Dingchen 鼎臣 et Qingzhu 青竹, noms de pinceau : Renzhong 仁仲, Selü 啬廬, Zhuyi Daoren 朱衣道人, Gongzhita 公之它, Shi Daoren 石道人, Qiaosong 侨松, Qiaohuang 侨黄, selon les périodes de sa vie, est un peintre chinois du  XVIIe siècle. Il est né en 1607, originaire de Yangqu, province du Shanxi, et mort en 1684 à Taiyuan.

## Biographie
Dans la mesure où la plupart des peintres et calligraphes célèbres sont originaires du Sud, quand un artiste du Nord se distingue, il attire énormément l'attention. Tel est le cas de Fu Shan.[réf. nécessaire] Après la chute des Ming, Fu se met à porter un manteau rouge et adopte le nom de Taoïste en Habit Rouge pour montrer sa loyauté à la dynastie déchue. Il vit dans l'obscurité, pratiquant la médecine, peignant, vendant des calligraphies et gravant des sceaux en pierre. Ses œuvres attirent néanmoins l'attention des autorités Qing, qui tentent de l'enrôler au service du gouvernement. Il refuse fermement. Ses paysages sont d'une maladresse anachronique, comme on peut le voir dans son Album de paysages. il aime les images étranges et théâtrales, les formes bizarres et les couleurs choquantes; comme ses poèmes et ses calligraphies, ses peintures ont un sens caché.
Physicien, grand calligraphe et peintre, il est surtout connu pour sa brillante carrière de haut fonctionnaire. À la chute de la dynastie Ming, en 1644, il se retire dans la campagne pour s'occuper de sa mère, et même après le retour de la paix, continue de vivre comme un paysan isolé. Néanmoins, en 1678, sous le règne de l'empereur Qing Kangxi, il est nommé «lettré au vaste savoir» et secrétaire au Grand Secrétariat: Il n'honore jamais véritablement cette haute fonction et se retire dans sa province natale près de Taiyuan. À sa mort un temple commémoratif lui est élevé à Taiyuan, le Fugong ci 傅公祠.

## Style et mouvement personnel
Ses œuvres calligraphiques, tout spécialement celles réalisées en cursive, sont indisciplinées et émouvantes, et reflètent les émotions violentes de son cœur. Avec conviction, il proclame:«Je préfère que mes calligraphies soient maladroites plutôt que raffinées. Je préfère la difformité à la fourberie, le spontané au prémédité».
Les histoires fabuleuses sur son très estimable talent de calligraphe et de peintre sont encore courantes aujourd'hui chez les paysans de la Chine du nord-ouest. Une grande partie de ses écrits sont groupés et publiés, une première fois en 1747, puis en 1853 et en 1911, sous le titre de Shuanghongkan puis de Selu zazhu. Comme peintre, il est, comme Luo Ping, dans la lignée des excentriques du début de la dynastie Qing et de dong Qichang; c'est un peintre de paysages et de bambous. Ses paysages sont d'une exécution très libre et d'une ordonnance spatiale curieuse: séquences de formes géométriques simplifiées et séquences presque pointillistes, texture des montagnes peu détaillée mais grand sens de la structure interne. ses bambous sont loués pour le rythme vital qui les anime.
Appelé à Pékin, la capitale, par l'empereur Qing Kangxi en 1676, Fu shan s'excuse auprès du souverain en faisant état de l'âge et de la maladie. Après avoir reçu un titre au Grand Conseil, il est autorisé à rentrer chez lui et il revêt l'habit des religieux taoïstes. Il est bon poète et bon prosateur. Peintre qui se veut totalement libre de son expression (!), il peint surtout des paysages. Les maîtres Yuan sont ses modèles.

## Musées
- Hong Kong (Ho Kuan-Wu):

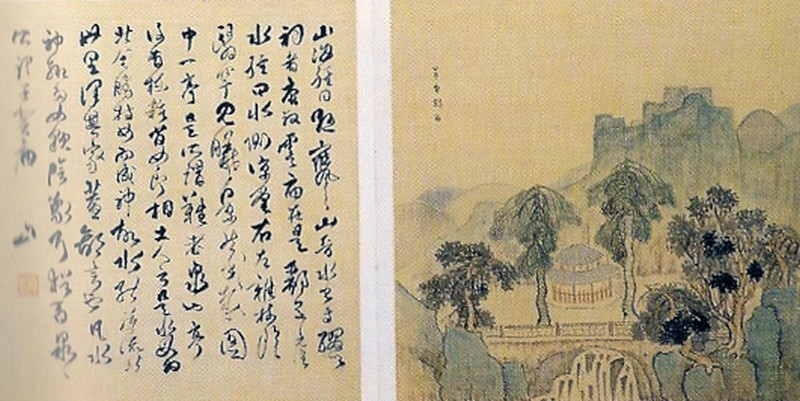
Paysage de Fu Shan (1602-1695).

  - Moine assis avec un spectre et un bol à aumônes devant lui, longue inscription signée.
- Osaka (mun. Art Mus.):
  - La falaise, encre sur soie.
- Pékin (Mus. du Palais):
  - Ponts et un pavillon sur pilotis au-dessus d'un ruisseau au pied d'une montagne, inscription datée 1666.
- Tientsin:
  - Paysage, couleurs sur soie, feuille d'album.